# 쿠카
쿠카(포르투갈어: cuca)는 브라질 남부 지방의 케이크이다. 독일계 이민자가 유입되며 슈트로이젤쿠헨이 변형되어 만들어졌다. 브라질 남부 지방에서는 블레히쿠헨(시트 케이크)과 비슷한 네모난 독일식 케이크 류를 전부 "쿠카"라 부르기도 한다.